# 마운트 앤 블레이드: 워밴드
마운트 앤 블레이드: 워밴드(Mount & Blade: Warband)는 전략 액션 롤플레잉 비디오 게임 마운트 앤 블레이드의 단독 확장팩이다. 2009년 1월 발표된 이 게임은 터키의 기업 테일월즈 엔터테인먼트가 개발하고 패러독스 인터랙티브가 2010년 3월 30일 발표하였다. 이 게임은 테일월즈 웹사이트에서 직접 다운로드가 가능하며, 그 외에 스팀 디지털 배급 소프트웨어를 통해, 또 GOG.com으로부터 DRM 프리 버전으로, 아니면 온라인 활성화가 필수인 DVD로 이용이 가능하다. macOS 및 리눅스 버전은 2014년 7월 10일 스팀을 통해 출시되었다.

## 평가
| 평론 점수 평론사 점수 PC PS4 엑스박스 원 게임스팟 7.5/10 [ 4 ] N/A N/A 게임존 8/10 [ 5 ] N/A N/A IGN 8.1/10 [ 6 ] N/A 6.8/10 [ 7 ] OPM (UK) N/A 7/10 [ 8 ] N/A OXM (UK) N/A N/A 7/10 [ 9 ] PALGN 8/10 [ 10 ] N/A N/A PC 포맷 67% [ 11 ] N/A N/A PC 게이머 (UK) 83% [ 12 ] N/A N/A PC 존 70% [ 13 ] N/A N/A The Digital Fix N/A 6/10 [ 14 ] N/A Teletext GameCentral 6/10 [ 15 ] N/A N/A 통합 점수 메타크리틱 78/100 [ 16 ] 67/100 [ 17 ] 59/100 [ 18 ] |        |        |             |
| 평론 점수 |        |        |             |
| 평론사 | 점수   | 점수   | 점수        |
| 평론사 | PC     | PS4    | 엑스박스 원 |
| 게임스팟 | 7.5/10 | N/A    | N/A         |
| 게임존 | 8/10   | N/A    | N/A         |
| IGN | 8.1/10 | N/A    | 6.8/10      |
| OPM (UK) | N/A    | 7/10   | N/A         |
| OXM (UK) | N/A    | N/A    | 7/10        |
| PALGN | 8/10   | N/A    | N/A         |
| PC 포맷 | 67%    | N/A    | N/A         |
| PC 게이머 (UK) | 83%    | N/A    | N/A         |
| PC 존 | 70%    | N/A    | N/A         |
| The Digital Fix | N/A    | 6/10   | N/A         |
| Teletext GameCentral | 6/10   | N/A    | N/A         |
| 통합 점수 |        |        |             |
| 메타크리틱 | 78/100 | 67/100 | 59/100      |